# Colin Salmon
Colin Salmon (Londra, 6 dicembre 1962) è un attore britannico.

## Biografia
Colin Salmon crebbe a Luton e studiò prima al Ramridge Primary School e poi alla Ashcroft High School. Nel 1988 ha sposato Fiona Hawthorne, con cui ebbe 4 figli: Sasha, Rudi, Eden e Ben. Nel 2022 ha recitato nel film Gli occhi del diavolo.

## Filmografia parziale

### Attore

#### Cinema
- Captives - Prigionieri (Captives), regia di Angela Pope (1994)
- Il domani non muore mai (Tomorrow Never Dies), regia di Roger Spottiswoode (1997)
- Brivido di sangue (The Wisdom of Crocodiles), regia di Po-Chih Leong (1998)
- Il mondo non basta (The World Is Not Enough), regia di Michael Apted (1999)
- Resident Evil, regia di Paul W. S. Anderson (2002)
- La morte può attendere (Die Another Day), regia di Lee Tamahori (2002)
- The Statement - La sentenza (The Statement) , regia di Norman Jewison (2003)
- Alien vs. Predator (AVP: Alien vs. Predator), regia di Paul W. S. Anderson (2004)
- Freeze Frame, regia di John Simpson (2004)
- Match Point, regia di Woody Allen (2005)
- Punisher - Zona di guerra (Punisher: War Zone), regia di Lexi Alexander (2008)
- La rapina perfetta (The Bank Job), regia di Roger Donaldson (2008)
- The Last Vampire - Creature nel buio (Blood: The Last Vampire), regia di Chris Nahon (2009)
- Exam, regia di Stuart Hazeldine (2009)
- Hit and Run, regia di David Palmer e Dax Shepard (2012)
- Resident Evil: Retribution, regia di Paul W. S. Anderson (2012)
- Attacco al potere 2 (London Has Fallen), regia di Babak Najafi (2016)
- Criminal, regia di Ariel Vromen (2016)
- Macchine mortali (Mortal Engines), regia di Christian Rivers (2018)
- Io sono nessuno (Nobody), regia di Ilya Naishuller (2021)
- Zona 414 (Zone 414), regia di Andrew Baird (2021)
- Gli occhi del diavolo (Prey for the Devil), regia di Daniel Stamm (2022)
- Io sono nessuno 2 (Nobody 2), regia di Timo Tjahjanto (2025)

#### Televisione
- Prime Suspect – serie TV, 2 episodi (1992)
- Testimoni silenziosi (Silent Witness) – serie TV, 4 episodi (1996-2019)
- Dinotopia – miniserie TV (2002)
- Keen Eddie – serie TV, 13 episodi (2003)
- Doctor Who – serie TV, episodi 4x08-4x09 (2008)
- Armageddon - Incubo finale (Annihilation Earth), regia di Nick Lyon (2009) – film TV
- Merlin – serie TV, episodio 2x03 (2009)
- Strike Back – serie TV, 3 episodi (2010)
- The Increasingly Poor Decisions of Todd Margaret – serie TV, 6 episodi (2010-2016)
- Delitti in Paradiso (Death in Paradise) – serie TV, episodio 1x05 (2011)
- Arrow – serie TV (2012)
- 24: Live Another Day – miniserie TV, 12 puntate (2014)
- The Musketeers – serie TV, 1 episodio (2015)
- No Offence – serie TV, 8 episodi (2015)
- Limitless – serie TV, 15 episodi (2015-2016)
- Henry IX – serie TV, 3 episodi (2017)
- Krypton – serie TV, 18 episodi (2018-2019)
- Intelligence – serie TV, 5 episodi (2020)
- L'ispettore Barnaby (Midsomer Murders) – serie TV, episodio 22x06 (2021)
- Rapina e fuga (Culprits) – serie TV, episodio 1x01 (2023)
- Progetto Lazarus (The Lazarus Project) - serie TV, 5 episodi (2023)
- EastEnders – serial TV, 107 puntate (2023-2024)

### Doppiatore
- Sofia la principessa (Sofia the First) – serie animata, 4 episodi (2017-2018)
- Blood & Truth – videogioco (2019)

## Doppiatori italiani
Nelle versioni in italiano delle opere in cui ha recitato, Colin Salmon è stato doppiato da:
- Angelo Maggi in Il domani non muore mai, Il mondo non basta, La morte può attendere
- Enrico Di Troia in Captives - Prigionieri, A.D. - La Bibbia continua, L'ispettore Barnaby - Midsomer Murders
- Roberto Draghetti in Match Point, Krypton
- Massimiliano Virgilii in Punisher - Zona di guerra, The Last Vampire - Creature nel buio
- Stefano Mondini in Dinotopia, Delitti in Paradiso
- Massimo Corvo in 24: Live Another Day, The Musketeers
- Massimo Pizzirani in Resident Evil
- Sergio Tedesco in The Statement - La sentenza
- Diego Reggente in Alien vs. Predator
- Luca Biagini in Doctor Who
- Massimo Bitossi in Merlin
- Alessandro Ballico in Resident Evil: Retribution
- Paolo Marchese in Arrow
- Roberto Certomà in Limitless
- Fabrizio Pucci in No Offence
- Paolo Buglioni in Criminal
- Alberto Angrisano in Macchine mortali
- Saverio Indrio in Gli occhi del diavolo
- Davide Marzi in Io sono nessuno 2